# Aeschynanthus elongatus
Aeschynanthus elongatus är en tvåhjärtbladig växtart som beskrevs av Charles Baron Clarke. Aeschynanthus elongatus ingår i släktet Aeschynanthus och familjen Gesneriaceae. Inga underarter finns listade i Catalogue of Life.